# Phytelephas schottii
Phytelephas schottii är en enhjärtbladig växtart som beskrevs av Hermann Wendland. Phytelephas schottii ingår i släktet Phytelephas och familjen Arecaceae.
Artens utbredningsområde är Colombia. Inga underarter finns listade i Catalogue of Life.